# Argyrodes rostratus
Argyrodes rostratus là một loài nhện trong họ Theridiidae.
Loài này thuộc chi Argyrodes. Argyrodes rostratus được John Blackwall miêu tả năm 1877.